# Колесообразный дом

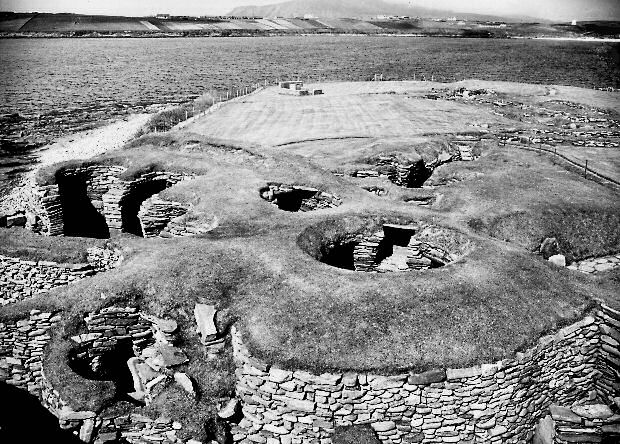
Колесообразные дома в Ярлсхофе, Шетландские острова

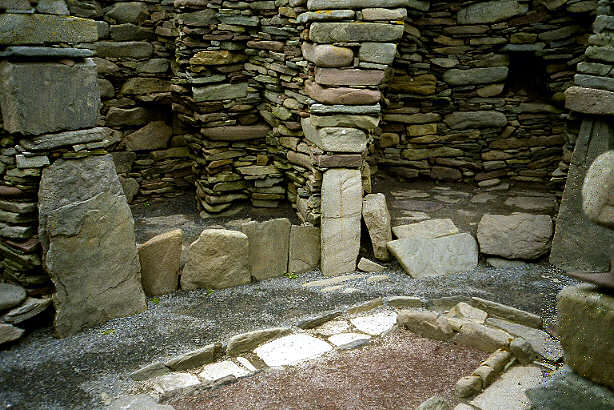
Внутренний вид колесообразного дома в Ярлсхофе.

Колесообразный дом — термин в археологии, тип доисторического сооружения железного века, характерного для Шотландии. Впервые термин был введён в употребление после открытия кургана в 1855 году. Эта особая архитектурная форма, связанная с комплексами круглых домов, представляла собой основной тип жилища на Гебридских островах Шотландии в последних веках накануне новой эры. К началу XXI века было обнаружено 62 памятника с такими жилищами на Шетландских, Оркнейских и Гебридских островах, а также на северном побережье Кейтнесса и Сатерленда.
Хотя любители раскапывали подобные строения в XIX веке, профессиональное изучение колесообразных домов началось в 1930-е годы после раскопок в Ярлсхофе и Гурнессе. На Гебридских островах первые профессиональные раскопки проведены в 1946 году в Клеттревале, Норт-Уист.
Иногда колесообразный дом рассматривается как разновидность атлантического круглого дома с боковыми крыльями-проходами. Характерной особенностью колесообразных домов является наружная стена, внутри которой круг из каменных пирсов (напоминающих ступицы колеса) образует основание арок с перемычками, поддерживающих сводчатую крышу с очагом в центре. Примерно треть данных зданий имеют двойные стены. Диаметр варьируется от 4 до 11,5 метров.
Различные круглые дома относятся к временному диапазону от 25 года до н. э. до IV века нашей эры. На Шетландских и Оркнейских более 70% колесообразных домов найдено вблизи брохов, и во всех случаях дома сооружены позднее брохов. Ни один из колесообразных домов на Гебридских островах не имеет поблизости броха; причина такого разительного географического отличия остаётся непонятной. Большинство колесообразных домов являются полуподземными, над землёй возвышалась только их покрытая тростником крыша, хотя собственная высота здания могла достигать 6 метров и даже более.
Под полом многих колесообразных домов обнаружены захоронения животных — чаще всего ягнят. Среди прочих костных находок — человеческие головы и бескрылая гагарка в Книпе (остров Льюис), а также 60 костных захоронений, включая крупный рогатый скот, овец и свиней в Солласе Норт-Уист. В пяти местах обнаружены менгиры, а в пятнадцати — красно-чёрные ступы. Эти находки говорят о том, что колесообразные дома служили ритуальным целям. Скорее всего, «колесообразные дома» не были домами в привычном значении этого слова.
Тот факт, что колесообразные дома обнаружены на небольшом пространстве с чётко очерченными географическими границами, по-видимому, говорит о том, что эта область представляла собой некоторое политическое или культурное единство в момент сооружения данных домов. Принадлежность домов древним шотландцам в момент прибытия римлян является предметом споров.